# Myonia citrina
Myonia citrina är en fjärilsart som beskrevs av Druce 1898. Myonia citrina ingår i släktet Myonia och familjen tandspinnare. Inga underarter finns listade i Catalogue of Life.